# La Neuville-en-Hez
La Neuville-en-Hez is een gemeente in het Franse departement Oise (regio Hauts-de-France). De plaats maakt deel uit van het arrondissement Clermont. La Neuville-en-Hez telde op 1 januari 2022 954 inwoners.

## Geografie
De oppervlakte van La Neuville-en-Hez bedroeg op 1 januari 2022 28,42 vierkante kilometer; de bevolkingsdichtheid was toen 33,6 inwoners per km².

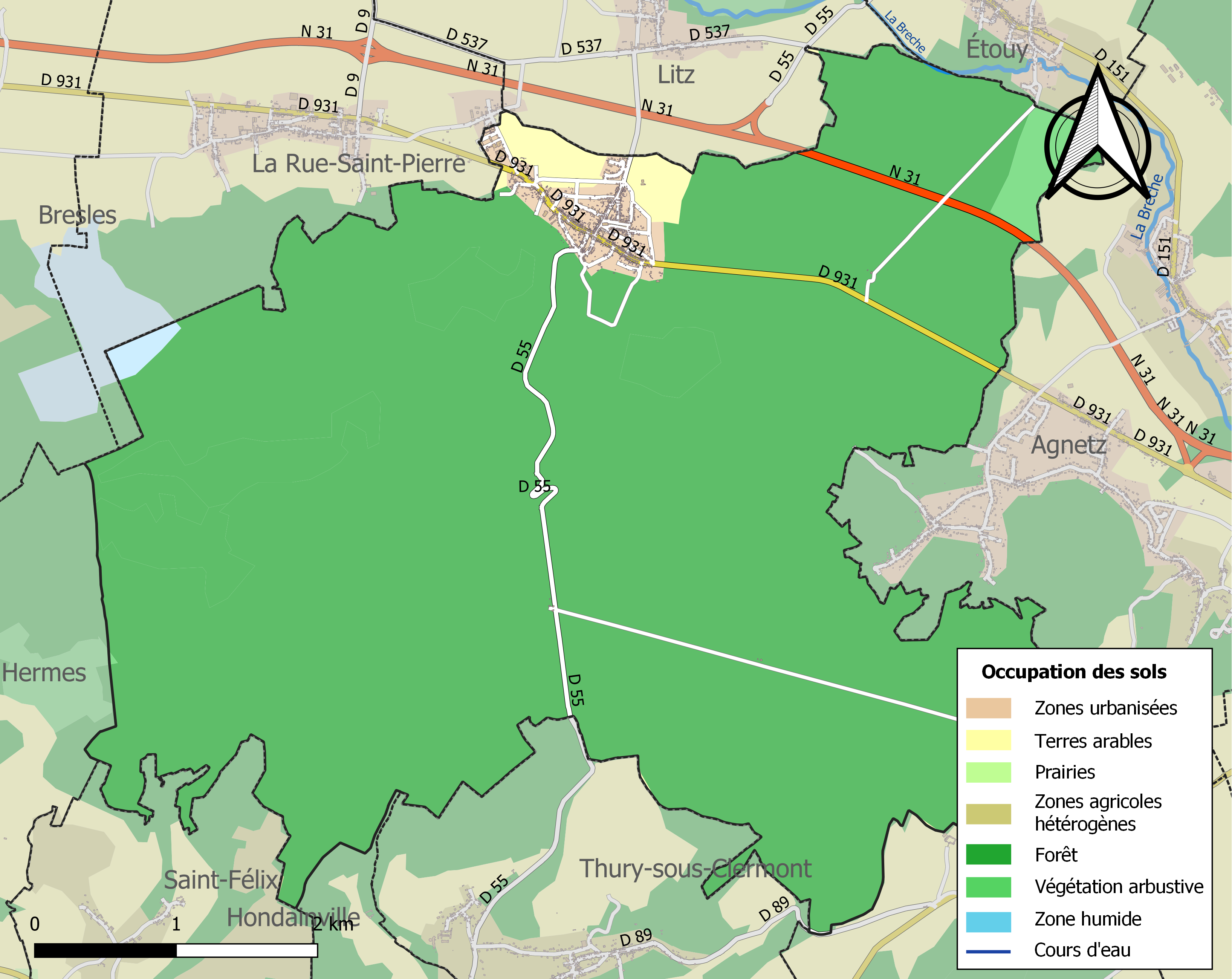
Kaart van de gemeente met belangrijkste infrastructuur, bodemgebruik en omliggende gemeenten

## Demografie
Onderstaande figuur toont het verloop van het inwonertal (bron: INSEE-tellingen).